# Desastre del río Congo de 2021
La madrugada del 14 al 15 de febrero de 2021, un barco se hundió en el Río Congo, en la provincia de Mai-Ndombe, en la República Democrática del Congo, dejando al menos 60 muertos.

## Acontecimientos
El barco, un bote ballenero, sufrió dificultades cerca del pueblo de Longola Ekoti, en la provincia de Mai-Ndombe. Cerca de 300 personas fueron rescatadas, aunque más de 240 permanecen desaparecidas. El ministro de Acciones Humanitarias, Steve Mbikayi Mabuluki, indicó que más de 700 personas se encontraban en el barco en el momento del accidente.
Entre las causas del accidente se encuentran la conducción nocturna, la cual está prohibida en el país, y la sobrecarga, a consecuencia de que es habitual viajar en barco para cubrir rutas largas en la zona, pero los barcos que cubren estos trayectos suelen ser frágiles y los ríos carecen de señalización.